# Oyala-Ciudad de la Paz
Ciudad de la Paz, (antes Oyala, también denominada Djibloho – Ciudad de la Paz) es una ciudad planificada en Guinea Ecuatorial que se está construyendo para reemplazar a Malabo como su capital nacional. Establecida en un principio como un distrito urbano en la provincia Wele-Nzas en 2015, ahora es la sede administrativa de la nueva provincia de Djibloho (la provincia más nueva de Guinea Ecuatorial creada en 2017) y está ubicada cerca de la ciudad de Mengomeyén. En 2017, la ciudad pasó a llamarse oficialmente Ciudad de la Paz.
La ubicación de la ciudad planificada fue elegida por su fácil acceso y clima benigno. Se encuentra sobre todo en tierra firme, a diferencia de Malabo, que se encuentra en la isla de Bioko. Fue diseñada por el Estudio Portugués de Arquitectura y Urbanismo FAT (Future Architecture Thinking). Se prevé que tenga alrededor de 200 000 habitantes, un nuevo edificio del Parlamento, varias villas presidenciales y una superficie de 8150 hectáreas. La construcción de esta nueva capital ha sido criticada por la oposición política al presidente Teodoro Obiang, autor de la iniciativa. El Gobierno de Guinea Ecuatorial comenzó a trasladarse a la ciudad a principios de 2017.

## Geografía

### Ubicación

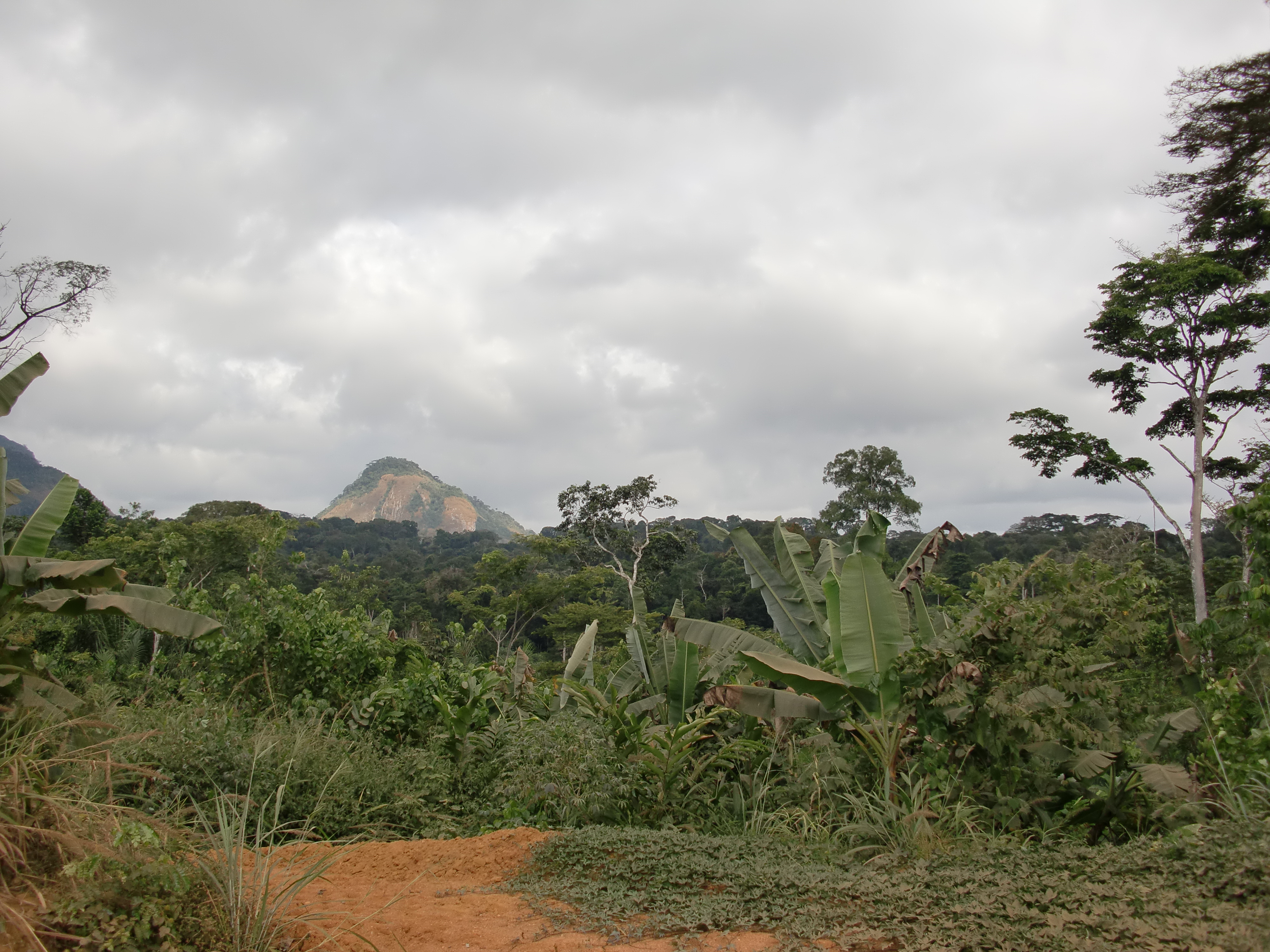
Paisaje de la zona de alrededor de la futura capital.

Su construcción está en marcha en territorios anteriormente parte de la Provincia Wele-Nzas, en la región continental del país. La futura capital estará situada entre las ciudades de Bata y Mongomo y a 20 km del aeropuerto de Mengomeyén. El abastecimiento eléctrico de la nueva ciudad dependerá de la  central hidroeléctrica situada en el distrito de Evinayong.

### Clima
"Oyala-Ciudad de la Paz" tiene un clima tropical que limita entre un clima monzónico tropical y un clima tropical de sabana. Tiene una alta precipitación general, con un promedio de 2142 mm al año, lo que sustenta las exuberantes selvas tropicales de la región. Hay una extensa temporada de lluvias, que abarca 10 meses del año de septiembre a junio, y una estación seca breve y ligeramente más fresca que cubre los dos meses restantes, julio y agosto. También hay un tramo notablemente más seco, aunque todavía húmedo, en diciembre y enero. Las temperaturas se mantienen muy cálidas durante todo el año, aunque más bajas de lo que cabría esperar en otros lugares con el mismo clima, sobre todo teniendo en cuenta su proximidad al ecuador.
| Parámetros climáticos promedio de Ciudad de la Paz | Parámetros climáticos promedio de Ciudad de la Paz | Parámetros climáticos promedio de Ciudad de la Paz | Parámetros climáticos promedio de Ciudad de la Paz | Parámetros climáticos promedio de Ciudad de la Paz | Parámetros climáticos promedio de Ciudad de la Paz | Parámetros climáticos promedio de Ciudad de la Paz | Parámetros climáticos promedio de Ciudad de la Paz | Parámetros climáticos promedio de Ciudad de la Paz | Parámetros climáticos promedio de Ciudad de la Paz | Parámetros climáticos promedio de Ciudad de la Paz | Parámetros climáticos promedio de Ciudad de la Paz | Parámetros climáticos promedio de Ciudad de la Paz | Parámetros climáticos promedio de Ciudad de la Paz |
| Mes                                                | Ene.                                               | Feb.                                               | Mar.                                               | Abr.                                               | May.                                               | Jun.                                               | Jul.                                               | Ago.                                               | Sep.                                               | Oct.                                               | Nov.                                               | Dic.                                               | Anual                                              |
| -------------------------------------------------- | -------------------------------------------------- | -------------------------------------------------- | -------------------------------------------------- | -------------------------------------------------- | -------------------------------------------------- | -------------------------------------------------- | -------------------------------------------------- | -------------------------------------------------- | -------------------------------------------------- | -------------------------------------------------- | -------------------------------------------------- | -------------------------------------------------- | -------------------------------------------------- |
| Temp. máx. media (°C)                              | 27.7                                               | 28.2                                               | 28.4                                               | 28.2                                               | 27.8                                               | 26.4                                               | 25.2                                               | 25.6                                               | 26.3                                               | 26.9                                               | 26.9                                               | 27.1                                               | 27.1                                               |
| Temp. media (°C)                                   | 23.1                                               | 23.2                                               | 23.2                                               | 23.3                                               | 23.1                                               | 22.2                                               | 21.1                                               | 21.2                                               | 21.9                                               | 22.3                                               | 22.4                                               | 22.9                                               | 22.5                                               |
| Temp. mín. media (°C)                              | 18.5                                               | 18.3                                               | 18.1                                               | 18.4                                               | 18.4                                               | 18.0                                               | 17.0                                               | 16.9                                               | 17.6                                               | 17.8                                               | 17.9                                               | 18.7                                               | 18.0                                               |
| Lluvias (mm)                                       | 89                                                 | 181                                                | 228                                                | 270                                                | 240                                                | 125                                                | 14                                                 | 37                                                 | 233                                                | 352                                                | 254                                                | 119                                                | 2142                                               |
| Fuente: Climate-Data.org                           |                                                    |                                                    |                                                    |                                                    |                                                    |                                                    |                                                    |                                                    |                                                    |                                                    |                                                    |                                                    |                                                    |

## Diseño urbano

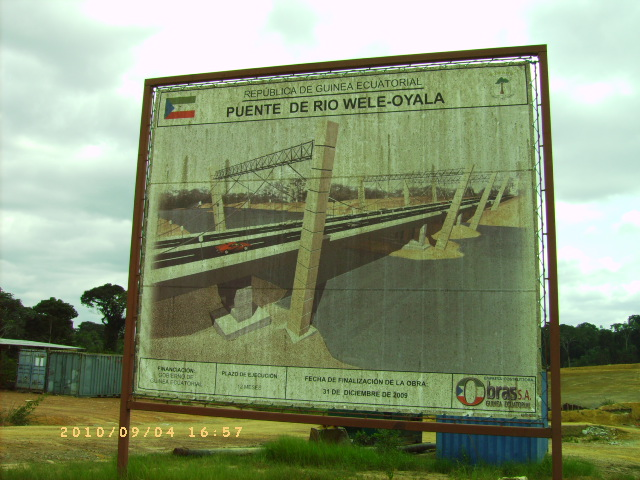
Cartel anunciando la construcción del puente sobre el río Wele.

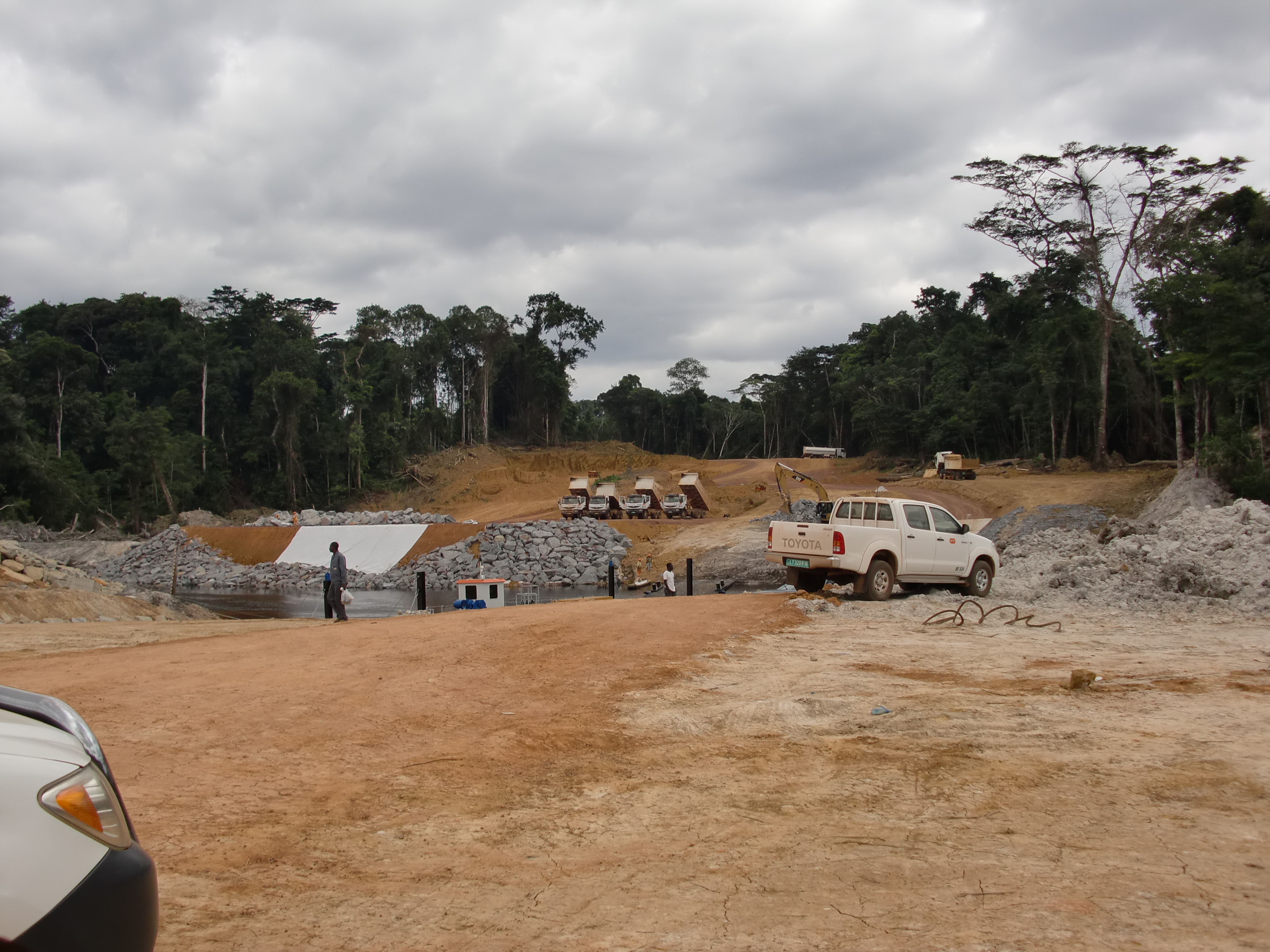
Construcción de un puente sobre la ubicación prevista de la futura residencia presidencial, año 2010.

La ciudad fue diseñada por el estudio portugués de arquitectura y urbanismo IPF - Ideias para o Futuro (Ideas para el Futuro), y se han realizado varias estimaciones sobre el tamaño de su población, desde unos iniciales 65 000 habitantes, hasta estimaciones al alza que estiman una capacidad para entre 160 000 y 200 000 habitantes.
La ciudad se levantará sobre una superficie de 8150 hectáreas (81,50 km²). De acuerdo con IPF, el proyecto de Oyala:

"combina la modernidad y el respeto por las raíces culturales del país, promoviendo la identidad local y la riqueza del ecosistema en el que opera, privilegiando la sostenibilidad en las más variadas vertientes"

Los arquitectos también subrayan que el proyecto pretende crear la primera capital mundial enteramente dependiente de energías renovables y sostenibles. La nueva capital responde a un moderno planteamiento destinado a ser referencia en el continente africano. Los órganos administrativos más importantes del país se están estableciendo progresivamente, así como el inicio de diversos proyectos relacionados con el sector servicios.

## Planificación y construcción
En medio del bosque sin desarrollar, el gobierno planea construir una nueva ciudad como la futura sede del gobierno. Será la sede del presidente, gobierno, administración, dirección policial y militar y reemplazará a la actual capital, Malabo. La ciudad está siendo diseñada para albergar entre 160 000 y 200 000 personas, que viven en un área de 81,5 km². Esto corresponde a aproximadamente una cuarta parte de la población de Guinea Ecuatorial.
Un campo de golf, una universidad y un hotel de lujo se terminaron en 2013 y una carretera de seis carriles está casi terminada. En la planificación se encuentran los edificios gubernamentales, un distrito financiero y áreas residenciales. Se completaron o están en construcción tres puentes y carreteras. Habrá una conexión entre la ciudad y el nuevo aeropuerto de Mengomeyen (la casa del presidente). La importancia estratégica de la ciudad portuaria de Bata se desarrollará para el vecino Gabón y para África Central. Para las carreteras, se despejaron grandes franjas de bosque y se ampliaron carriles. La Cámara de Comercio Portuguesa (AICEP) dijo que la ciudad debe usar energía renovable y ser sostenible.
La financiación se proporciona a través del AICEP. Los planos provienen de una oficina de arquitectura portuguesa. El trabajo de construcción será apoyado por China, Polonia, Brasil y Corea del Norte. Además, todos los materiales son importados.
En 2021, un video patrocinado por el grupo de construcción estatal de China, que forma parte del consorcio de construcción, mostró lo que parece ser un paso elevado de carreteras completadas pero que aún no funcionan hacia Oyala, Bata, Mongomo y el aeropuerto de Mengomeyén  El video continuó mostrando a los espectadores partes de la nueva ciudad donde el trabajo en una torre cilíndrica de seis pisos para el ministerio de infraestructura permaneció parcialmente construido, y la mayoría de las otras estructuras parecían mucho menos avanzadas.
Sin embargo, los videos de 2022 muestran dos torres de vidrio, la puerta de entrada al campus de la Universidad Afroamericana de África Central, varios edificios de estilo administrativo y el Grand Hotel Djibloho, todos funcionalmente completos. El hotel de 380 habitaciones tiene un campo de golf, centro de bienestar e instalaciones para conferencias de hasta 1200 personas, aunque su propio sitio web se describe a sí mismo como rodeado de bosque tropical, lo que sugiere que no está en el corazón de una ciudad.

## Empresas participantes
Las empresas participantes son:
- Director de Planificación, caminos, carreteras y diagrama de la red urbana: Egis Route, Vinci
- Carreteras del perímetro: ARG
- Puentes: Vinci, Bouygues, Besix, General Works
- Edificios: Piccini
- Universidades: Unicon
- Parlamento Regional: Summa
- Palacio Presidencial: Seguibat